# Drugi gabinet Paula Keatinga
Drugi gabinet Paula Keatinga – sześćdziesiąty gabinet federalny Australii, urzędujący od 24 marca 1993 do 11 marca 1996. Był szóstym z rzędu gabinetem Australijskiej Partii Pracy (ALP) i zarazem ostatnim lewicowym gabinetem w XX wieku.

## Okoliczności powstania i dymisji
Gabinet urzędował przez całą kadencję Izby Reprezentantów. Powstał po wyborach parlamentarnych w marcu 1993, w których rządząca od 1983 ALP zdołała utrzymać władzę, po raz pierwszy startując pod przywództwem premiera Paula Keatinga, który objął władzę w grudniu 1991 w wyniki wewnątrzpartyjnego przesilenia. Kolejne wybory odbyły się w normalnym terminie konstytucyjnym, po trzech latach, i przyniosły porażkę Partii Pracy, która na 11 lat przeszła do opozycji. Władzę przejęła koalicja Liberalnej Partii Australii (LPA) i Narodowej Partii Australii (NPA), która utworzyła pierwszy gabinet Johna Howarda.

## Skład
| stanowisko | osoba             | od               | do               |
| --- | ----------------- | ---------------- | ---------------- |
| premier | Paul Keating      | 24 marca 1993    | 11 marca 1996    |
| wicepremier | Brian Howe        | 24 marca 1993    | 20 czerwca 1995  |
| wicepremier | Kim Beazley       | 20 czerwca 1995  | 11 marca 1996    |
| minister mieszkalnictwa, samorządu lokalnego i służb społecznych (od 25 marca 1994 minister mieszkalnictwa i rozwoju regionalnego) | Brian Howe        | 24 marca 1993    | 11 marca 1996    |
| minister spraw zagranicznych | Gareth Evans      | 24 marca 1993    | 11 marca 1996    |
| minister obrony | Robert Ray        | 24 marca 1993    | 11 marca 1996    |
| minister skarbu | John Dawkins      | 24 marca 1993    | 24 grudnia 1993  |
| minister skarbu | Ralph Willis      | 24 grudnia 1993  | 11 marca 1996    |
| minister finansów | Ralph Willis      | 24 marca 1993    | 24 grudnia 1993  |
| minister finansów | Kim Beazly        | 24 grudnia 1993  | 11 marca 1996    |
| minister zatrudnienia, edukacji i szkoleń                                                                                          | Kim Beazley       | 24 marca 1993    | 24 grudnia 1993  |
| minister zatrudnienia, edukacji i szkoleń                                                                                          | Simon Crean       | 24 grudnia 1993  | 11 marca 1996    |
| minister środowiska, sportu i terytoriów                                                                                           | Ros Kelly         | 24 marca 1993    | 28 lutego 1994   |
| minister środowiska, sportu i terytoriów                                                                                           | Graham Richardson | 28 lutego 1994   | 25 marca 1994    |
| minister środowiska, sportu i terytoriów                                                                                           | John Faulkner     | 25 marca 1993    | 11 marca 1996    |
| minister wspierająca premiera w kwestiach statusu kobiet                                                                           | Ros Kelly         | 24 grudnia 1993  | 28 lutego 1994   |
| minister wspierająca premiera w kwestiach statusu kobiet                                                                           | Carmen Lawrence   | 25 marca 1993    | 11 marca 1996    |
| minister imigracji i spraw narodowościowych                                                                                        | Nick Bolkus       | 24 marca 1993    | 11 marca 1996    |
| minister wspierający premiera w kwestiach wielokulturowości                                                                        | Nick Bolkus       | 24 marca 1993    | 11 marca 1996    |
| minister przemysłu podstawowego i energii                                                                                          | Simon Crean       | 24 marca 1993    | 24 grudnia 1993  |
| minister przemysłu podstawowego i energii                                                                                          | Bob Collins       | 24 grudnia 1993  | 11 marca 1996    |
| minister handlu | Peter Cook        | 24 marca 1993    | 30 stycznia 1994 |
| minister handlu | Bob McMullan      | 30 stycznia 1994 | 11 marca 1996    |
| minister przemysłu, technologii i rozwoju regionalnego (od 25 marca 1994 minister przemysłu, nauki i technologii)                  | Alan Griffiths    | 24 marca 1993    | 22 stycznia 1994 |
| minister przemysłu, technologii i rozwoju regionalnego (od 25 marca 1994 minister przemysłu, nauki i technologii)                  | Peter Cook        | 30 stycznia 1994 | 11 marca 1996    |
| minister wspierający premiera w kwestiach nauki                                                                                    | Peter Cook        | 25 marca 1994    | 11 marca 1996    |
| minister transportu i komunikacji (od 24 grudnia 1993 minister transportu)                                                         | Bob Collins       | 24 marca 1993    | 24 grudnia 1993  |
| minister transportu i komunikacji (od 24 grudnia 1993 minister transportu)                                                         | Laurie Brereton   | 24 grudnia 1993  | 11 marca 1996    |
| minister zdrowia (od 25 marca minister zdrowia i służb społecznych)                                                                | Graham Richardson | 24 marca 1993    | 25 marca 1994    |
| minister zdrowia (od 25 marca minister zdrowia i służb społecznych)                                                                | Carmen Lawrence   | 25 marca 1993    | 11 marca 1996    |
| minister turystyki | Michael Lee       | 24 marca 1993    | 11 marca 1996    |
| minister zasobów | Michael Lee       | 24 marca 1993    | 24 grudnia 1993  |
| minister komunikacji (od 30 stycznia 1994 minister komunikacji i sztuki)                                                           | Michael Lee       | 24 grudnia 1993  | 11 marca 1996    |
| minister zabezpieczenia społecznego                                                                                                | Peter Baldwin     | 24 marca 1993    | 11 marca 1996    |
| minister sztuki i służb administracyjnych (od 30 stycznia 1994 minister służb administracyjnych)                                   | Bob McMullan      | 24 marca 1993    | 25 marca 1994    |
| minister ds. warunków zatrudnienia                                                                                                 | Laurie Brereton   | 24 marca 1993    | 24 grudnia 1993  |
| minister wspierający premiera w kwestiach służby cywilnej                                                                          | Laurie Brereton   | 24 marca 1993    | 24 grudnia 1993  |
| prokurator generalny | Michael Lavarch   | 27 kwietnia 1993 | 11 marca 1996    |